# 柔毛
柔毛（じゅうもう）とは、小腸内壁の輪状ひだに存在する突起のこと。腸絨毛ともいう。柔毛の表面には更に小さな突起が無数に存在しており、これを微絨毛と言う。
俗に柔突起（じゅうとっき）とも呼ばれるが、これらは微絨毛を指す場合もある。中学校の教科書などでは、「柔毛」が採用されている。繊毛（せんもう）と混同しないよう注意。
腸絨毛参照のこと。

## 概要
栄養の効率を良くするため、小腸の表面積を増やす仕組み。大人一人あたり数百万～数千万存在すると言われる。
表面積を概算すると、平均的な体型の成人男性の場合でテニスコート一面とほぼ同じ面積になる。
柔毛（じゅうもう）は小腸内の突起だが、絨毛（じゅうもう）は、妊娠時に子宮内膜に胎児をくるむように存在する組織のことのようです。つまり、柔毛（じゅうもう）と絨毛（じゅうもう）は全く別のものである。